# Latifondo
Il latifondo (in latino, latifundium, da latus, "ampio", e fundus, "podere", "fondo") è una proprietà terriera di grandi dimensioni, lasciata incolta o coltivata con un'agricoltura estensiva.

## Illatifundiumromano

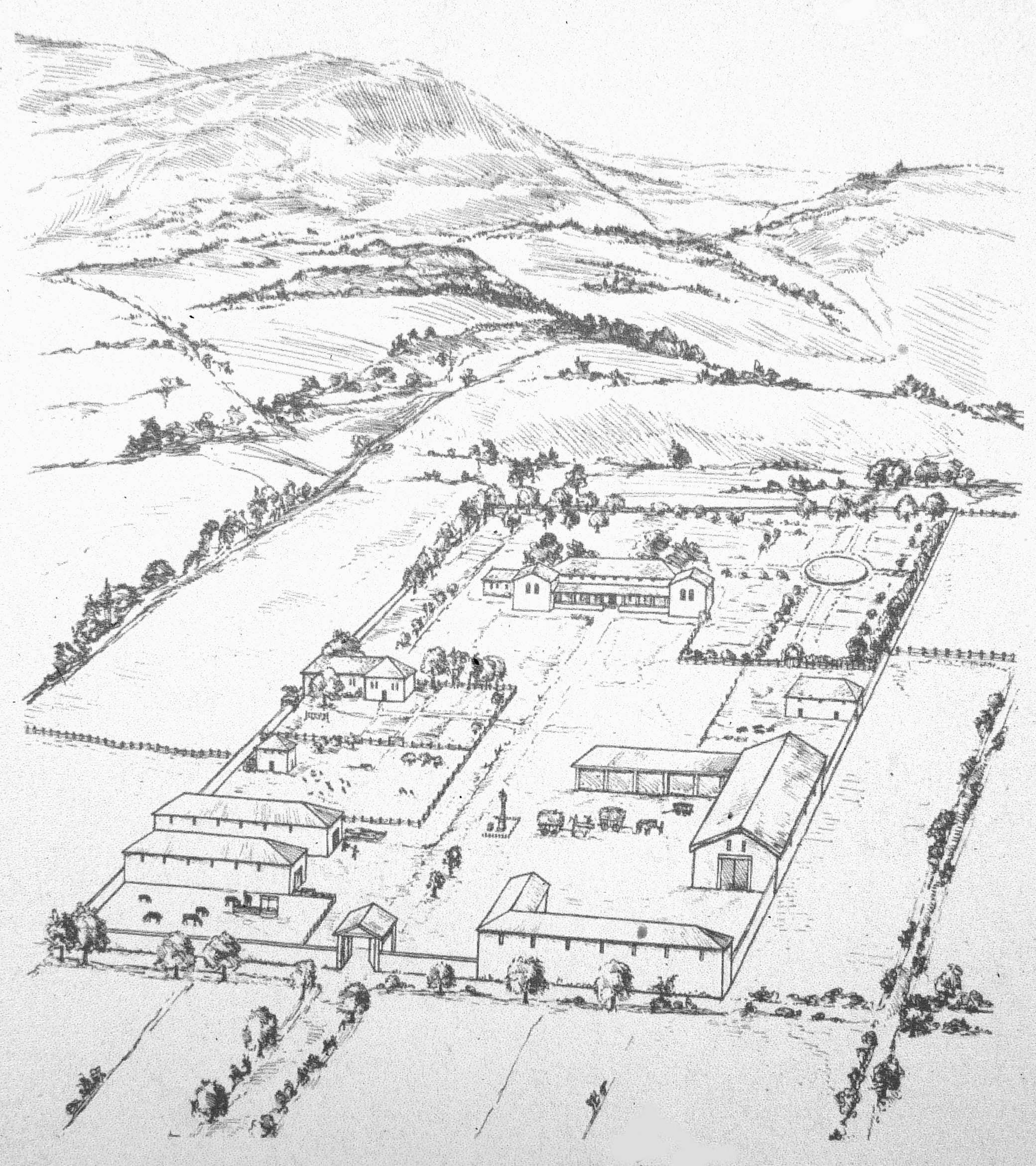
Rappresentazione di una villa rustica

Il latifondo era, nell'antichità, una grande proprietà agricola, che in genere apparteneva ad un unico proprietario (il latifondista).
Nell'Italia romana, il latifundium era un vasto fondo dedicato allo sfruttamento agricolo, in origine costituito a partire dalla distribuzione dell'ager publicus all'inizio del II secolo a.C., costituito dalle terre confiscate ai popoli italici che si erano opposti a Roma. Per estensione, il termine indica le grandi proprietà agricole delle colonie romane, in Sicilia prima, poi in Grecia e nelle province d'Africa.
Ogni latifondo comprendeva una grande fattoria, la villa rustica. Sul fondo lavorava della manodopera servile in gran numero (la familia). Tali proprietà disponevano di un capitale sufficiente per produrre nuovi raccolti, sfruttando le risorse terriere e producendo benefici. La villa era situata al centro del podere, che inizialmente misurava fra i settanta e cento ettari (di meno nell'agro romano) e che poi andò ingigantendosi con gli anni.
Lo sviluppo dei latifundia si accompagnò ad una concentrazione delle terre agricole nelle mani di pochi grandi proprietari: i piccoli proprietari vivevano di agricoltura mista e non potevano rivaleggiare sul mercato con i latifondi, tanto più che buona parte delle terre era stata trasformata in pascoli gestiti da schiavi nella veste di pastori. I contadini-fattori erano spinti a vendere le proprie piccole parcelle di terra ai grandi proprietari terrieri: in tal modo, i latifondi via via s'ingrossarono sempre più.
La produzione era specializzata, a seconda della regione, nella produzione di vino, cereali o olive. Esistevano anche latifondi specializzati nell'allevamento del bestiame; tipicamente situati nei territori della Magna Grecia e in Sicilia. In Grecia, la produzione era invece dedicata alla coltura dell'ulivo e del vino. In Oriente e in Africa, i latifondi ellenistici, in particolare quelli sulla costa siriana e dell'Egitto tolemaico, avevano una forte vocazione all'esportazione. Negli anni 70, Plinio il giovane stimava che metà dell'Egitto era in mano a sei proprietari terrieri. In Betica, o nella Gallia transalpina, vi erano latifondi specializzati nella produzione di garum. Autosufficienti sul piano alimentare, producevano anche cereali, vino, olive, bestiame ecc.
L'ordine senatoriale basò la propria potenza economica sulla proprietà fondiaria. La Lex Claudia del 218 a.C. proibiva altri mestieri ai senatori.
Il latifondo, lodato da Marco Porcio Catone, era invece criticato da Columella, che lo stimava antieconomico. Plinio il Vecchio, da parte sua, reputava che i latifondi fossero la rovina dell'Italia; facendo proprie le critiche di Columella, egli asseriva che lo sfruttamento di campi di grandi dimensioni non permettesse di curare al meglio la terra e la produzione, allontanandosi così dagli usi degli antichi, reputati degni di essere imitati. Suo nipote, Plinio il Giovane lamentava che solamente gli schiavi lavorassero la terra, mentre i robusti contadini romani dovevano costituire la spina dorsale dell'esercito.
I latifondi, sviluppando un modello di agricoltura estensiva, non permettevano un adeguato sviluppo di colture fragili (quelle cioè che necessitano di cure particolari). Il rendimento dei campi era basso, di molto inferiore al rendimento delle fattorie di dimensioni familiari, ma i costi di produzione erano di gran lunga inferiori e ciò rendeva il sistema latifondiario economicamente attraente. Quando il lavoro servile smise di essere a buon mercato, la familia venne sostituita da coloni, che gestivano il podere per conto del latifondista. Anche su questa soluzione, Columella è critico, avvertendo sull'appuntare "coloni urbani" che vivessero in città, lontani dalle terre del latifondo.

## Il latifondo nell'Europa medievale e moderna
Il sistema latifondista ha le sue radici storiche nel feudalesimo e nell'economia curtense, anche se era già presente, in una diversa forma, nell'Antica Roma.
Esso si è basato a lungo sul modello del sistema di Gutsherrschaft, cioè di signoria fondiaria. Secondo tale modello, la proprietà è divisa in due parti: quella destinata alla sussistenza del contadino e quella destinata alla coltivazione dei prodotti del signore che verranno commercializzati. Il beneficiario dei prodotti ricavati sul terreno destinato al padrone è solo ed esclusivamente il signore stesso e il contadino non riceve alcun compenso, se non il diritto a coltivare la terra per la propria sussistenza. In genere il proprietario fondiario risiede lontano dalle sue terre e ne lascia la gestione ad un suo uomo di fiducia.
Tale modello nell'Europa occidentale, con la fine della servitù della gleba, fu modificato: i contadini ricevettero un salario a giornata per il lavoro svolto o pagarono una qualche forma d'affitto per coltivare la terra. Così gli agricoltori si trasformarono in braccianti, fittavoli o mezzadri. Questo nuovo modello è definito "sistema di Grundherrschaft", cioè di signoria territoriale. Nonostante tale trasformazione, nell'Europa meridionale il latifondo rimase ed i contadini divennero braccianti senza però che vi fossero forme di colonato (affitto, mezzadria).
Nell'Europa orientale e in Sud America, invece, il modello del sistema di Gutsherrschaft è rimasto molto più a lungo, fino alla fine del XIX secolo.
Tipico del sistema dell'Ancien Régime, in Europa occidentale il latifondo venne progressivamente superato tra il XVIII e il XIX secolo grazie alla diffusione del capitalismo nella conduzione delle aziende agricole.
Esso tuttavia restò a lungo radicato nelle aree periferiche degli stati più reazionari. Si tratta dei paesi dell'Europa meridionale: Spagna, Portogallo e Italia, e in quelli dell'Europa centrale ed orientale, nei paesi dell'est ed in Russia.
Si può dire che tutti gli Stati europei ad est della linea di demarcazione immaginaria che passava, grosso modo, lungo l'Elba e, andando verso sud, lungo i confini occidentali della Boemia fino all'Adriatico all'altezza di Trieste, avessero un'agricoltura legata al latifondo.

### Il latifondo in Italia

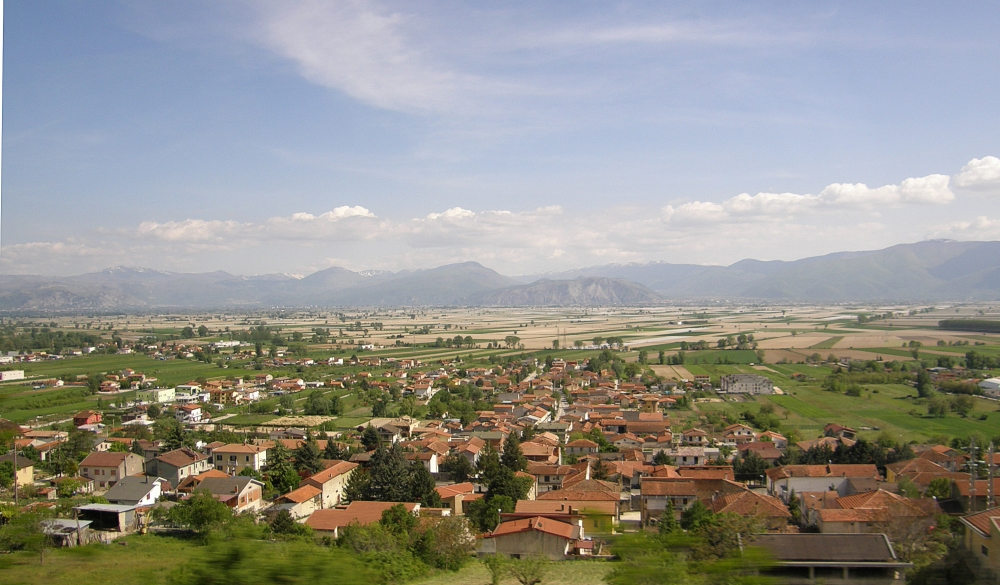
La piana del Fucino in Abruzzo

Il fenomeno del latifondismo ha avuto grande rilievo in passato in Italia centro-meridionale ed era frequentemente legato alla malaria per la presenza anche di zone paludose non bonificate: i latifondi erano utilizzati per colture tradizionali, senza particolare attenzione all'innovazione, o erano semplicemente usati per il pascolo. Il proprietario spesso si curava solo di avere una buona rendita, trascurando i dettagli agricoli. Per questo motivo l'agricoltura praticata nei latifondi era spesso molto arretrata.
I latifondi erano particolarmente diffusi nel Mezzogiorno, dove i latifondisti vivevano lontani dalle loro terre. Con l'abolizione della feudalità nel 1806, i terreni fino a quel momento in mano alla nobiltà divennero del Demanio, pur persistendo il fenomeno del latifondo. Dopo la riforma agraria del 1950, i latifondi non possono superare i 300 ha (3 km²). Prima di allora non erano rari, soprattutto nel Meridione, i latifondi che superavano i 1000 ha (10 km²). A partire dalla riforma, il latifondo è andato progressivamente scomparendo.
Particolarmente significativo era il caso della Sicilia, la quale fino alla riforma aveva un'agricoltura totalmente basata sul latifondo. Infatti, prima del 1950, i latifondi con estensione superiore ai 500 ha (5 km²) erano 228. Per di più, il 20,6% dei terreni agricoli dell'isola erano di proprietà dei 282 maggiori latifondisti siciliani.
Fino alla riforma, alcuni latifondisti possedevano migliaia di ettari. Celebre è il caso dei principi Torlonia, che possedevano i terreni agricoli abruzzesi della piana del Fucino: si trattava di un latifondo di oltre 14000 ha (140 km²), che venne diviso tra 5 000 famiglie di contadini senza terra.

## Le piantagioni in America Latina

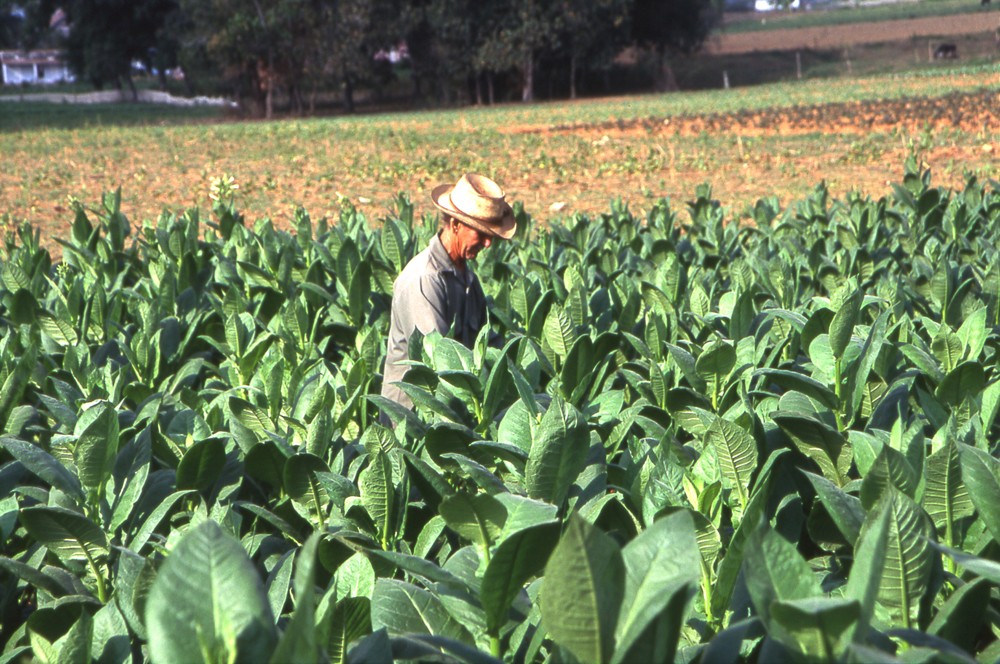
Una piantagione di tabacco a Cuba

Il latifondo è diffusissimo in Sud America dove, complice una minore pressione demografica, intere regioni sono scarsamente coltivate o adibite all'allevamento estensivo. La relativa abbondanza di terra, rispetto agli altri continenti, ha comportato che solo alcune zone privilegiate siano coltivate intensivamente.
Caratteristica storica del continente americano, e quindi dell'America Latina, è il forte legame commerciale con le forze dominatrici europee fin dall'epoca coloniale, che indirizzavano la produzione locale al fine di soddisfare i bisogni della "metropoli" europea. Per questo motivo, sin dal XVI secolo, a vaste aree inutilizzate o adibite alla produzione finalizzata al consumo locale, si affiancarono aree estensivamente coltivate (le piantagioni) per la produzione di beni esotici finalizzati all'esportazione. Il latifondo latino-americano assume perciò un significato ambivalente e sul quale non vi è mai stato completo accordo. Al latifondo tradizionale, esteso e scarsamente produttivo, si affianca la piantagione di monocoltura. Si tratta di beni coloniali (caffè, cacao, zucchero, cotone, banane, tabacco ecc.). Nella piantagione la produttività economica e fisica è alta.
Il sistema delle piantagioni è stato introdotto in America Latina dai colonizzatori spagnoli e portoghesi. Nelle aree dei portoghesi l'azienda agricola della piantagione prendeva il nome di fazenda, mentre in quelle spagnole prendeva il nome di hacienda. Questa terminologia permane e la prima è usata in Brasile, mentre la seconda nel resto dell'America Latina.
In Brasile, nello Stato di San Paolo le piantagioni di caffè superano mediamente i 600 ha (6 km²), mentre a Cuba le piantagioni di zucchero, trasformate in cooperative dopo la riforma agraria del 1959, s'estendono mediamente per 1286 ha (12,86 km²).

### Il latifondo in Brasile

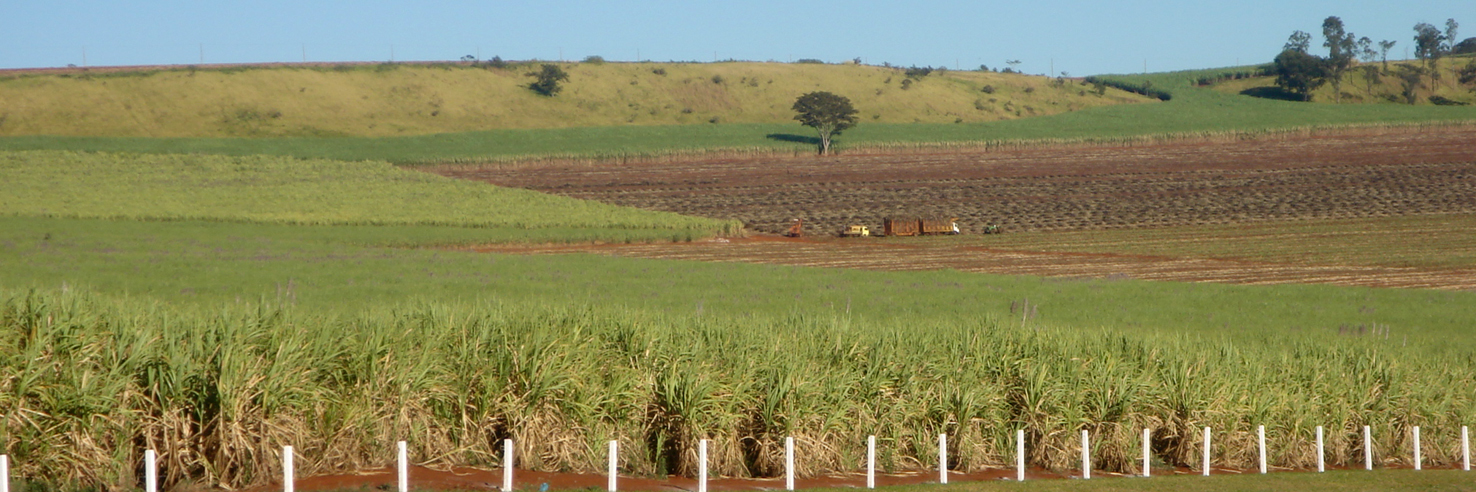
Una piantagione di canna da zucchero in Brasile

Tra i paesi dell'America Latina, il latifondo è particolarmente diffuso in Brasile, dove nel 1998 vi erano 262 fazendeiros, con un latifondo superiore a 50000 ha (500 km²). Rispetto al 1888, i grandi latifondisti sono però in diminuzione, dato che all'epoca i 464 maggiori latifondisti brasiliani possedevano oltre 270000 km², pari a circa 600 km² ciascuno.
La lobby dei latifondisti viene chiamata bancada ruralista e ha molto peso politico.

## Estensione del latifondo
Le dimensioni di una tenuta agricola a partire dalle quali le si attribuisce l'appellativo di latifondo variano da paese a paese, a seconda della storia e della densità di popolazione di quest'ultimo.
A titolo di esempio, in Italia (dove in media un'azienda agricola ha 5-6 ha) si considera solitamente latifondo una tenuta agricola che supera i 100 ha (1 km²). In America Latina (dove in media un'azienda ha 25-30 ha), un latifondo, per essere ritenuto tale, deve superare i 500 ha (5 km²). In un paese grande come il Brasile, per esempio, si considera latifondo un terreno superiore ai 1000 ha (10 km²).
Alcuni latifondi raggiungono dimensioni tali, specie nell'America del Sud, da costituire veri e propri feudi.